# Laguna Miñiques
Miñiques je ime jezera in vulkana v Čilu. Leži južno od lagune Miscanti in ob vznožju vulkana Cerro Miscanti. Jezero se polni iz lagune Miscanti s filtriranjem, njegove vode so brakične (polslane).

## Jezero
Laguna Miñiques leži na nadmorski višini 4120 metrov in ima površino 1,55 kvadratnega kilometra.To je jezno v geološkem prelomu, kot sta laguna Miscanti in laguna Lejia nekoliko severneje in dobiva priliv iz lagune Miscanti s pronicanjem, saj jo je od lagune Miscanti ločil lavin tok. Vode so brakične. 

## Biologija
V jezeru so vodne bolhe Alona pulchella in Daphnia, ceponožci Boeckella poopoensis in neznane vrste ciklopoidov. Jezero je del narodnega rezervata Los Flamencos in je turistični cilj.

## Podnebje
Regionalno ozračje je suho in nanj vpliva puščava Atacama, čeprav imajo vrhovi Zahodne Kordiljere v Boliviji večje količine padavin, zlasti proti severu, kot je na Parinacota. Suha klima omejuje razvoj ledenikov v korist kopnega, na katerega vplivajo periglacialni procesi. . Trenutno je povprečna količina padavin v laguni Miñiques okoli 180 milimetrov na leto (7,1 leta / leto), letna temperatura pa je v povprečju 2 ° C.
V pleistocenu in zgodnjem holocenu pa so povečane količine padavin privedle do napredka ledenikov in rasti jezer. V primeru Miñiques, jezera Miscanti in Pampa Varela (zdaj suho) daleč na jug; delta toka v Miñiques se vrača v tisti čas. 